# Dryopteris scabrosa
Dryopteris scabrosa är en träjonväxtart som först beskrevs av Kze., och fick sitt nu gällande namn av O. Kze. Dryopteris scabrosa ingår i släktet Dryopteris och familjen Dryopteridaceae. Inga underarter finns listade.